# Bahnhof Rosow

Der Bahnhof Rosow war die Eisenbahnstation des Ortes Rosow im Landkreis Uckermark, der heute Ortsteil der amtsangehörigen Gemeinde Mescherin ist. Bis 1945 war es ein Bahnhof, danach nur noch Haltepunkt, dessen Bedienung 1980 eingestellt wurde. Am 13. und 14. Dezember 2016 wurde das alte, seit 36 Jahren leerstehende und ungenutzte Bahnhofsgebäude abgerissen. Aufgrund seiner Lage zwischen dem Grenzbahnhof Tantow und der Staatsgrenze zu Polen ergaben sich Besonderheiten in der Betriebsführung. Vom Namen der Station leitete sich die lange Zeit übliche Bezeichnung Rosow (Grenze) (bzw. Rosow (Gr)) für den Grenzpunkt der Bahnstrecke Berlin–Szczecin ab.

## Lage und Umgebung
Der ehemalige Bahnhof befindet sich am Streckenkilometer 116,5 der Stettiner Bahn. Er liegt rund anderthalb Kilometer vom Rosower Ortskern entfernt in der Gemeinde Mescherin im Landkreis Uckermark im äußersten Nordosten Brandenburgs. Ungefähr 200 Meter nördlich verläuft die Grenze zum Land Mecklenburg-Vorpommern; die Grenze zu Polen ist rund drei Kilometer Luftlinie entfernt. Der Bahnhof Tantow liegt rund fünf Kilometer südwestlich und der Bahnhof Szczecin Gumieńce etwa 13 Kilometer nordöstlich. In unmittelbarer Nähe kreuzt die Bahnstrecke die heutige Kreisstraße 7311, in die auch die Straße Am Bahnhof mündet.
Der Bahnhof befindet deutlich über einen Kilometer nördlich vom eigentlichen Ort Rosow. In seiner unmittelbarer Umgebung liegen lediglich ein paar Häuser.

## Geschichte
Seit 1843 führt die Bahnstrecke von Berlin nach Stettin am Ort Rosow vorbei. Im Jahr 1892 beantragten die Orte Rosow, Nadrensee, Pomellen und Radekow bei der Königlich Preußischen Eisenbahndirektion den Bau einer Haltestelle. Der Haltepunkt Rosow ging am 1. Oktober in Betrieb, zunächst nur für die Personen- und Gepäckverkehr. Der Nadrenseer Rittergutsbesitzer Husenett stellte in den folgenden Jahren unentgeltlich Boden für den Bau von Erweiterungsbauten der Station zur Verfügung; dafür erhielt er die Genehmigung für den Bau einer Anschlussbahn zur Kiesgrube Nadrensee. 1914 wurde die Station mit Rampe und Güterschuppen ausgestattet, 1924 erhielt der Bahnhof ein Empfangsgebäude.
Nach dem Zweiten Weltkrieg verlief die Grenze zwischen der sowjetischen Besatzungszone (spätere DDR) und Polen wenige Kilometer nordöstlich des Bahnhofs Rosow, der damit zur letzten Station auf deutschem Gebiet wurde. Bevor die Grenze endgültig festgelegt wurde, gehörte der Bahnhof Rosow kurzzeitig zu Polen, für ihn ist der polnische Name Rosowo Szcz. nachgewiesen. Aufgrund von Reparationsleistungen an die Sowjetunion wurden die Gleisanlagen in Rosow zurückgebaut, so dass er nur noch Haltepunkt war. Erst nachdem die Grenze dreimal durch die Polen westlich verschoben wurde, wurde im Herbst 1948 die Grenzlinie Rosow – Grambow anerkannt. Der gut fünf Kilometer weiter von der Grenze entfernte Bahnhof Tantow wurde zum Grenzbahnhof ausgebaut. In den Tarifunterlagen erschien jedoch der Tarifpunkt Rosow Grenze. Noch nach dem Jahr 2000 hieß der Endpunkt der von der DB betriebenen Strecke an der Staatsgrenze in Unterlagen von DB Netz und des Eisenbahn-Bundesamtes Rosow Grenze.
Vor 1945 war Rosow Halt der meisten Personenzüge auf der Strecke. 1939 hielten jeweils neun Personenzüge von und nach Stettin im Bahnhof. Die meisten verkehrten weiter bis Berlin, einige begannen oder endeten in den Bahnhöfen Angermünde bzw. Casekow. Nach 1945 gab es zunächst noch einen Zug am Tag über die neu gezogene Grenze, bevor dann die Züge aus Angermünde in Tantow endeten. Als Jahr der Wiederaufnahme des Verkehrs nach Rosow wird 1953 genannt, jedoch sind im Winterfahrplan für das Jahr 1950/51 in der Fußnote der Kursbuchtabelle Fahrten nach Rosow genannt. Bis 1980 wurde der Haltepunkt Rosow aus Richtung Angermünde von zwei Personenzugpaaren am Tag bedient, die zwischen Tantow und Rosow als Sperrfahrt verkehrten. Am 27. September 1980 wurde die Bedienung des Haltepunktes eingestellt, die Züge endeten danach alle im Bahnhof Tantow. Seit 1994 verkehren wieder Nahverkehrszüge über die Grenze, die jedoch nicht in Rosow halten.

## Heutige Situation
Seit 1980 hält an dem Haltepunkt kein Zug mehr. Das sehr marode Bahnhofsgebäude wurde nach 36 Jahren Leerstand am 13. und 14. Dezember 2016 abgerissen. Der ehemalige Bahnsteig ist nicht mehr zu erkennen. Heute befindet sich noch in der Nähe des alten Bahnhofs eine Bushaltestelle, die die Linie 473 der Uckermärkischen Verkehrsgesellschaft bedient.